# Wladimir Nikolajewitsch Kokowzow

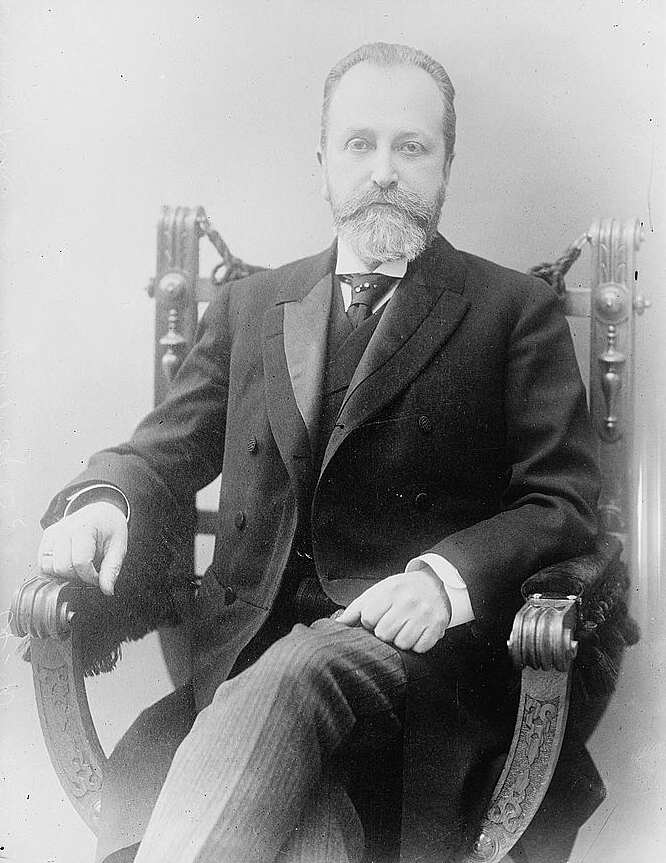
Wladimir Kokowzow

Graf Wladimir Nikolajewitsch Kokowzow (russisch Коковцов, Владимир Николаевич; * 18. Apriljul. / 30. April 1853greg. im Ujesd Borowitschi, Gouvernement Nowgorod; † 29. Januar 1943 in Paris) war ein russischer Staatsmann, Finanzminister von 1904/1905 und 1906 bis 1914 sowie von 1911 bis 1914 Ministerpräsident.

## Leben
Als Sohn einer adligen Familie mit Ländereien im Gouvernement Nowgorod geboren, besuchte Kokowzow das Alexander-Lyzeum und die Universität St. Petersburg, an der er Jura studierte. 1873 trat er in den Staatsdienst ein und arbeitete bis 1890 im Justizministerium, anfangs in der statistischen, später in der legislativen und schließlich in der Kriminalabteilung. Ab 1879 war er stellvertretender Leiter der Abteilung Gefängnisaufsicht. 1891 wurde er Staatssekretär der Abteilung Wirtschaftsangelegenheiten der Staatskanzlei und 1896 als Nachfolger Afinogen Antonowitschs stellvertretender Finanzminister und engster Mitarbeiter Sergei Wittes. Von 1902 bis 1904 war er Leiter der Staatskanzlei.
Vom Februar 1904 bis Februar 1914 übte Kokowzow, mit einer Unterbrechung von November 1905 bis Mai 1906, das Amt des Finanzministers des Russischen Reiches aus. Von 1905 bis 1917 war er Mitglied im Staatsrat. Ihm gelang der Abschluss einer Reihe von wichtigen aus- und inländischen Anleihen. Er verfolgte eine strenge Austeritätspolitik und führte Schutzzölle ein. Seine umsichtigen Reformen erlaubten einen deutlichen Ausbau der Goldreserven. 1909 war Kokowzow zugegen, als der japanische Premierminister Itō Hirobumi in Harbin ermordet wurde.
Nach der Ermordung Pjotr Stolypins im September 1911 wurde Kokowzow zusätzlich mit dem Amt des Ministerpräsidenten betraut, das er bis zu seiner Entlassung Ende Januar 1914 bekleidete. Er setzte den Reformkurs Stolypins fort und verfolgte außenpolitisch eine Politik des engen Einvernehmens mit Frankreich und des Ausgleichs mit Deutschland. Nach dem Ende seiner Amtszeit wurde er in den Grafenstand erhoben.
1917 wurde er Mitglied des Aufsichtsrats der Russischen Bank für Außenhandel. Nach der Februarrevolution 1917 zog er sich auf seine Güter zurück und zog später nach Kislowodsk. Nach der Oktoberrevolution wurde er zeitweilig von der Tscheka gefangen genommen, im November 1918 gelang ihm aber die Ausreise nach Finnland, von wo er nach Frankreich weiterreiste. Er war in Pariser Emigrantenkreisen aktiv und wurde 1923 Vorsitzender der „Union der Anhänger des Gedenkens an Zar Nikolaus II.“ 1933 veröffentlichte er seine Memoiren über die Zeit von 1903 bis 1919.

## Schriften
- Le bolchévisme à l’œuvre. La ruine morale et économique dans le pays des Soviets. Préface de Raymond Poincaré. Paris: Marcel Giard 1931.
- Из моего прошлого. Воспоминания 1903–1919. Париж: Иллюстрированная Россия 1933 (online).
- Out of My Past. Memoirs of Count Kokovtsov. New York: Stanford University Press 1935 (Vorschau).